# Головацкий, Иван Дмитриевич
Ива́н Дми́триевич Голова́цкий (укр. Іван Дмитрович Головацький; 29 марта 1926, Чертовец, Станиславовское воеводство — 23 января 2015, Львов) — советский и украинский биохимик; доктор биологических наук (1963), профессор (1965); общественный деятель.

## Биография
Родился в крестьянской семье. В 1941 году окончил сельскую неполную среднюю школу, затем учился в Коломыйской гимназии, в Коломыйском педагогическом училище. С декабря 1944 по май 1945 находился под следствием органов НКГБ.
Осенью 1945 года переехал во Львов. В 1946 году окончил Львовское педагогическое училище № 2, в 1951 году с отличием — Львовский государственный ветеринарный институт, в 1954 г. — аспирантуру там же (научный руководитель — член-корреспондент АН УССР профессор С. Гжицкий).
С 1954 г. — ассистент, затем заведующий кафедрой Львовского ветеринарного института. В 1967—1971 гг. — проректор по научной работе Львовского зооветеринарного института. В 1982 г. по политическим мотивам (родственные связи с «неблагонадёжными людьми»[уточнить]) был освобождён от должности заведующего кафедрой без права работать в учебных заведениях. Работал в созданном для него отделе регуляции обмена углеводов Львовского отделения Института биохимии им. А. В. Палладина АН УССР. С декабря 1989 г. — заведующий кафедрой биологической, органической и неорганической химии Львовского зооветеринарного института.
Почётный профессор Львовского университета ветеринарной медицины и биотехнологий и Украинского биохимического общества, академик Академии наук высшей школы Украины.
Похоронен на Поле почётных захоронений Лычаковского кладбища (Львов).

## Научная деятельность
В 1954 г. защитил кандидатскую, в 1963 г. — докторскую диссертации. Основное направление исследований — биохимия обмена углеводов у животных. Участвовал в мировых конгрессах по биохимии (1961) и онкологии (1962, 1966).
Состоял членом Центрального совета Украинского биохимического общества при АН УССР (1965), заместителем председателя специализированного совета по защите докторских диссертаций при Львовском ветеринарном институте. В 1969—1991 гг. — член Центрального совета Всесоюзного биохимического общества (с 1978 г. — член Президиума совета). В 1966—1991 — председатель секции Научного совета по проблемам биохимии животных и человека АН СССР. В 1969—1989 гг. — председатель Львовского отделения Украинского биохимического общества. Редактор отдела «Биология» «Энциклопедии современной Украины» (1995).
В 2004 г. инициировал включение в программу ЮНЕСКО мероприятий в честь 150-летия украинского биохимика и общественно-политического деятеля И. Я. Горбачевского, выступал с докладами на торжественных конференциях, посвящённых И. Горбачевскому, в Карловом университете (Прага) и на совместном заседании НАН Украины и Украинского биохимического общества (Киев).

### Избранные труды
Источники — электронные каталоги РНБ Архивная копия от 22 января 2010 на Wayback Machine и Национальной библиотеки Украины
- Головацкий И. Д. Исследование пентозного цикла обмена углеводов у животных и его взаимосвязи с гликолизом : Автореф. дис. … д-ра биол. наук / АН УССР. Отд-ние биол. наук. — Киев, 1963. — 24 с.
- Головацкий И. Д. Показатели углеводно-фосфорного обмена в крови коров в связи с молочной продуктивностью и при заболевании родильным парезом : Автореф. дис. … канд. биол. наук / Львовский гос. вет.-зоотехн. ин-т. — Львов, 1954. — 12 с.
- Головацький І. Від давнини до сучасності : матеріали періодичних публікацій, події, публіцистика, імена, спогади / Наукове товариство ім. Шевченка. Біохемічна комісія. — Львів : [б.в.], 2008. — 416 с.
- Головацький І. Іван Горбачевський 1854—1942 : життєписно-бібліографічний нарис / відп. ред. О. Романів ; Наукове товариство ім. Шевченка у Львові. — Львів : [б.в.], 1995. — 127 с. — (Визначні діячі НТШ ; 1).
- Головацький І. Іван Раковський. 1874—1949 : життєписно-бібліографічний нарис. — Львів : [б.в.], 2004. — 234 с. — (Визначні діячі НТШ / Наукове Товариство ім. Шевченка; число 9).
- Наукові праці, документи і матеріали професора Івана Горбачевського : до 150-річчя від його народження / упоряд. і авт. передм. І. Головацький ; Наукове товариство ім. Шевченка. Біохемічна комісія. — Львів : [б.в.], 2005. — 290 с.

## Общественная деятельность
Общественно-политическая деятельности И. Головацкого активизировалась с 1989 г., когда он был избран председателем Комиссии по биохимии восстановленного научного общества им. Шевченко (с 1992 г. — действительный член общества). Состоял членом правления Всеукраинского союза краеведов (1993), председателем Львовского отделения Всеукраинского научного профессионального общества им. М. Михновского (1995), членом коллегии Львовской областной организации Украинского общества охраны памятников истории и культуры (1995), председателем Общественного комитета содействия национальному возрождению Львовской облгосадминистрации (1996), председателем Благотворительного общественного фонда им. князя Осмомысла (1996), Общественного совета Музея освободительной борьбы Украины, интеллектуально-художественного объединения «Триполье»; членом Всеукраинского братства ветеранов ОУН-УПА (1997), комитета по военным захоронениям Львовского городского совета (1997), союза офицеров Украины (1997), совета Всеукраинского объединения ветеранов (2003).
Регулярно участвовал в региональных, всеукраинских и международных семинарах, конференциях, встречах и походах, посвящённых событиям в национальном возрождении и восстановлении исторической памяти украинского народа. Занимался увековечением памяти героев национально-освободительной борьбы украинского народа в XX веке. Содействовал установлению Мемориала погибшим на горе Маковка сечевым стрельцам, организации Музея национально-освободительной борьбы во Львове.

### Избранные публикации
- Головацький І. Австрійський принц з українською душею. Полковник українського війська Василь Вишиваний, австрійський архикнязь Вільгельм Габсбург : життя та діяльніясть. — Львів : Галицька Видавнича Спілка, 2008. — 104 с.
- Головацький І. Василь Дідушок: полковник, отаман; хроніка життя і діяльності (1889—1973). — Львів : [б.в.], 1998. — 127 с. — (Сторінки історії українських січових стрільців).
- Головацький І. Володимир Темницький і його рід. — Львів : Монастир Свято-Іванівська Лавра : Видавничий відділ «Свічадо», 2002. — 272 с.
- Головацький І. Дмитро Вітовський — організатор Листопадового Чину. — Львів : Галицька Видавнича Спілка, 2005. — 64 с.

## Награды и признание
- Почётная грамота Президиума АН УССР (1986);
- орден «За мужество» (1999);
- Благодарность Президента Украины (1999);
- Почётная грамота Львовской облгосадминистрации (2002);
- Грамота командующего войсками Западного оперативного командования (2002);
- Почётная грамота и юбилейное отличие Всеукраинского братства ОУН-УПА (2002);
- орден «За заслуги» (2007).